# Onthophagus bisbicornis
Onthophagus bisbicornis är en skalbaggsart som beskrevs av D'orbigny 1909. Onthophagus bisbicornis ingår i släktet Onthophagus och familjen bladhorningar. Inga underarter finns listade i Catalogue of Life.